# Arturo Ardao
Arturo Ardao (Minas, Urugvaj, 27. rujna 1912. – Montevideo, 22. rujna 2003.) bio je urugvajski povjesničar, novinar i filozof.
Od 1968. do 1972. bio je dekan Fakulteta humanističkih znanosti Republičkog sveučilišta u Montevideu.
Pisao je za utjecajni urugvajski tjednik Marcha.

## Radovi i djela
Odabrana djela (popis nepotpun)
- Vida de Basilio Muñoz (suator: Julio Castro, Montevideo, 1937.)
- Filosofía pre-universitaria en el Uruguay (Montevideo, 1945.)
- Espiritualismo y positivismo (México, 1950.)
- Batlle y Ordóñez y el positivismo filosófico (Número, Montevideo, 1951.)
- La filosofía del Uruguay del siglo XX (México, 1956.)
- Racionalismo y Liberalismo en el Uruguay (Montevideo, 1962.)
- La filosofía polémica de Feijóo. (Buenos Aires, 1962.)
- Filosofía en lengua española (Montevideo, 1963)
- Etapas de la inteligencia uruguaya (Montevideo, 1971.)
- Espacio e Inteligencia (Caracas, 1976.)
- Génesis de la idea y el nombre de América Latina (Caracas. 1980.)
- La inteligencia latinoamericana (Montevideo, 1991.)
- España en el origen del nombre América Latina (Montevideo, 1992.)
- Lógica y metafísica en Feijóo (Montevideo, 1997.)
- La lógica de la razón y la lógica de la inteligencia (Montevideo, 2000.)
- Feijóo, Fundador de la Filosofía de lengua española[2]